# Глуха (присілок)
Глуха (рос. Глухая) — присілок в Сухиницькому районі Калузької області Російської Федерації.
Населення становить 11 осіб. Входить до складу муніципального утворення Село Шлипово.

## Історія
Від 2004 року входить до складу муніципального утворення Село Шлипово

## Населення
| 2002 | 2010 |
| ---- | ---- |
| 16   | ↘11  |